# Vlora Çitaku
Vlora Çitaku (ur. 10 października 1980) – kosowska lingwistka i prawniczka, deputowana do Zgromadzenia Kosowa z ramienia Demokratycznej Partii Kosowa, pełniąca obowiązki ministra spraw zagranicznych w latach 2010-2011, minister ds. integracji europejskiej od 2011 roku.

## Życiorys
Vlora Çitaku urodziła się 10 października 1980 roku. W trakcie wojny w Kosowie była uchodźcą oraz tłumaczką zagranicznych korespondentów wojennych. Ukończyła lingwistykę i prawo na Uniwersytecie w Prisztinie. Od 1999 roku jest aktywnym politykiem, należy do Demokratycznej Partii Kosowa. Od 2007 do 2010 roku poseł w Zgromadzeniu. Sygnatariuszka deklaracji niepodległości Kosowa.
Od 8 października 2008 r. była wiceministrem spraw zagranicznych, a dwa lata później zaczęła pełnić tymczasowo obowiązki ministra, po czym 22 lutego 2011 roku została powołana na ministra ds. integracji europejskiej. 21 czerwca 2013 roku jako pierwszy minister Kosowa od ogłoszenia niepodległości uzyskała zgodę Serbii na wizytę w tym kraju. Choć nie została zaproszona na żadne spotkanie z przedstawicielami serbskich władz, umożliwiono jej publiczne wystąpienie w Belgradzie. Wizyta Çitaku była przejawem odprężenia w stosunkach kosowsko-serbskich.